# Tração traseira
A tração traseira, abreviada por RWD (do inglês rear-wheel-drive) é o tipo de tração de veículos terrestres onde as rodas traseiras são as motrizes. Nos automóveis, normalmente coloca-se o motor na frente do veículo e as rodas motrizes são as de trás, configuração conhecida como "motor dianteiro, tração traseira" (disposição FR). Também existe a configuração onde o motor fica no meio do veículo, "motor central, tração traseira" (disposição MR). Esta disposição foi a mais tradicional entre os automóveis dos anos 70 e 80. A disposição menos comum atualmente é a RR, onde o motor e as rodas motrizes são as traseiras.
A tração traseira está presente em boa parte das bicicletas e motocicletas, seja por um eixo cardã, corrente ou correia. Essa presença deve-se ao fato de que a roda dianteira é responsável pelo esterçamento para mudar o veículo de trajetória, e a criação de uma ligação mecânica para se aceitar tanto esse esterçamento quanto a tração de movimento frontal seria complicada, cara e desnecessária. Nos automóveis, esta tecnologia está disponível e é mais vantajosa do que seria nas motos e bicicletas.

## Características
A grande maioria dos veículos de tração traseira utiliza um motor montado longitudinalmente na parte da frente do veículo, transferindo a força de tração para as rodas traseiras por meio do eixo cardã e por um diferencial. Alguns veículos de disposição FR colocam a caixa de velocidades na parte traseira, mas a grande maioria prefere anexá-la ao motor, na parte da frente.

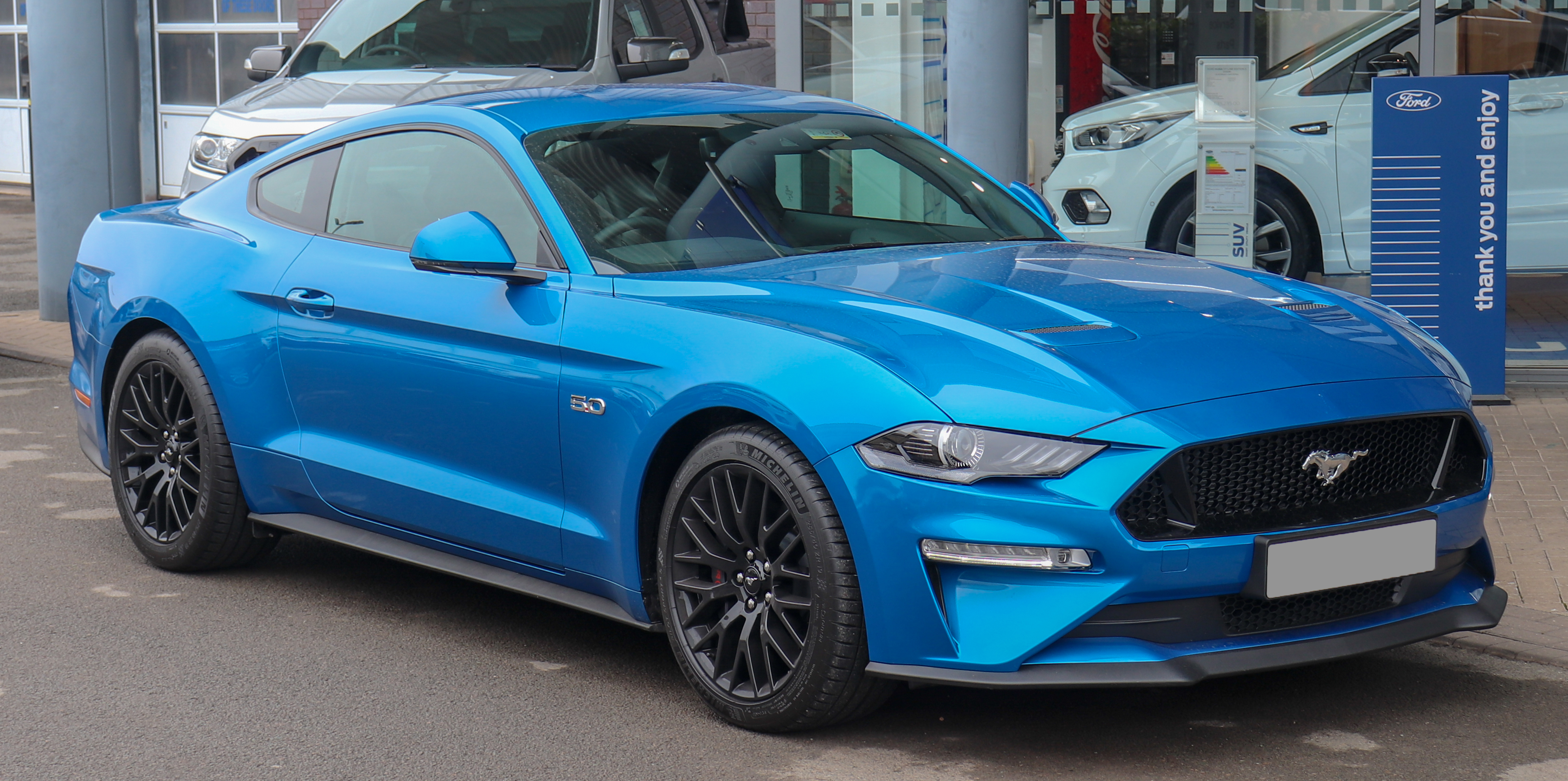
Ford Mustang, exemplo de carro com tração traseira.

A disposição FR é escolhida principalmente pelo desenho e mecânica simples. Colocar o diferencial e parte dos complementos mecânicos responsáveis pela tração na parte traseira permite mais espaço para a transmissão na parte dianteira-central do veículo e evita maiores complexidades mecânicas associadas à transmissão de potência para as rodas dianteiras. Esta última característica é muito útil para veículos voltados ao desempenho, principalmente aqueles cuja potência do motor ultrapassa os 200 cavalos. Isto acontece porque quando um veículo acelera, parte do peso é transferido para as rodas traseiras, e esta força-peso ajuda a pressionar as rodas traseiras para o solo, dando maior aderência na própria aceleração.
Outra vantagem da disposição FR é o fácil acesso ao compartimento do motor, um resultado da orientação longitudinal da transmissão, em comparação com a disposição FF (motor dianteiro e tração dianteira). Motores potentes, como os 6 cilindros em linha e os V8 de 90º são, na maior parte das vezes, muito grandes para serem acomodados em compartimentos de disposição FF. Esta disposição pode acomodar, no máximo, um motor de 4 cilindros em linha ou um V6. É outra razão pela qual automóveis de luxo e esportivos quase nunca utilizam a disposição FF.

### Vantagens
- Melhor distribuição de peso — Um carro de tração traseira tente a ter uma melhor distribuição de peso que um de tração dianteira, principalmente os com disposição MR ou FR. Isto deve-se ao fato de que o motor, a transmissão, o diferencial e os outros itens responsáveis pela tração do veículo estão espalhados pelo automóvel, ao invés de estarem concentrados em um único local, como ocorre na disposição FF;[2]
- Transferência de peso durante a aceleração — Em uma aceleração, a maior parte do peso é transferida para as rodas traseiras, o que melhora a tração;
- Não há esterçamento por torque — Ao menos que o eixo traseiro seja direcional (o que é raro) não há esterçamento por torque, característica que afeta principalmente os automóveis de tração dianteira;
- Menor diâmetro de giro — Como não é necessário o uso de complicadas articulações do eixo cardã e da transmissão entre as rodas da frente, pode-se ter um maior esterçamento das rodas que comparado a disposição FF, resultando em um menor diâmetro de giro para uma determinada distância entre-eixos;
- Maior capacidade de realizar curvas — Com uma distribuição de peso mais uniforme, os pneus dianteiros e traseiros são colocados sob mais ou menos a mesma carga, o que permite maior aderência nas curvas;[3]
- Melhor capacidade de frenagem — A distribuição de peso mais uniforme também permite a menor travagem das rodas traseiras, e, consequentemente, uma frenagem mais eficaz.[3] Esta vantagem também se aplica a carros com freio ABS, já que é necessário uma menor aplicação desta tecnologia (que destrava as rodas com a desaplicação do freio), tornando a frenagem mais eficaz;
- Capacidade de reboque — A tração traseira também permite uma melhor capacidade de reboque, já que as rodas que estão sendo tracionadas, as traseiras, puxam a carga mais perto do ponto de articulação do reboque, o que ajuda na estabilidade e na capacidade de viragem, especialmente com grandes e pesadas cargas;[4]
- Facilidade de manutenção — Os componentes de um veículo de tração traseira são modulares e não envolvem componentes com muitas peças embutidas, comparado com as peças de carros com tração dianteira. Isso resulta em menor uso de ferramentas especializadas e menor desmontagem, além de um menor custo da peça e um menor custo de manutenção, dependendo do modelo;
- Robustez — Devido à geometria e as menores restrições de acondicionamento, as juntas universais ligadas ao cubo da roda têm uma tendência a se desgastar muito menos do que as juntas homocinéticas tipicamente utilizadas em carros de tração dianteira. Os eixos de transmissão em carros de tração dianteira são significativamente menores, o que faz com que o conjunto flexione através de um grau de rotação muito superior de movimento, sendo agravado pelo fato da constante movimentação do ângulo de direção. Já as juntas homocinéticas de um carro de tração traseira raramente encontra movimentos angulares, por isso se desgastam em menos da metade dos carros de tração dianteira;
- Pode acomodar motores mais potentes — Como resultado da orientação longitudinal do sistema de transmissão, a tração traseira (principalmente as configurações FR e MR) podem acomodar motores maiores e mais potentes, tais como V8, V10 e V12, o que fazem destas configurações as mais comuns entre os automóveis luxo e esportivos. Estes motores são geralmente muito grandes para caberem em um carro de disposição FF; a disposição FF pode acomodar no máximo um 4 cilindros em linha ou um V6;
- Sensação de aderência da estrada — As rodas dianteiras não são afetadas pelo motor e pela caixa de velocidades, permitindo assim uma melhor sensação de aderência dos pneus na superfície de estrada.

### Desvantagens
- Sob uma brusca aceleração nas curvas (como em corridas) o sobresterço e a perda de controle sobre a traseira do carro se tornam muito mais acentuados, em certos casos podendo a levar a perda total do controle do veículo e, consequentemente, a fazer o veículo rodar na pista. A ação corretiva seria a liberação do acelerador, porém, em alguns casos até a súbita desaceleração pode levar a total perda de controle do veículo;
- Uma súbita mudança de direção (como por exemplo, caso seja necessário rapidamente desviar de um obstáculo) quando em aceleração total ou desaceleração também pode levar a total perda de controle do veículo. Para corrigir este problema, aconselha-se uma aceleração constante, leve e parcial. Alguns modelos também adotaram o controle eletrônico de estabilidade;
- Em alguns carros potentes de motor traseiro (por exemplo, o Porsche 911), mesmo que com o motor na parte de trás (o que aumenta a tração e aderência) podem sofrer a redução na capacidade de viragem nas fortes acelerações, já que o motor e boa parte dos componentes pesados estão posicionados na extremidade oposta ao eixo direcional do carro, o que causa um acentuado subesterço, já que o automóvel pode virar menos que o esperado;
- O centro de gravidade de um carro de tração traseira é deslocado para trás quando carregado com carga e/ou passageiros. Isso pode causar uma direção instável e imprevisível nas mãos de pilotos inexperientes. É necessário tomar conhecimento que carros com motor traseiro já tem, por natureza, deslocação de peso voltado para a traseira;
- No gelo, na chuva, na neve e na areia (e qualquer outra superfície escorregadia e/ou de baixa aderência) a tração traseira perde parte de suas vantagens com relação a tração dianteira ou integral, que tem mais peso nas rodas motrizes. As rodas têm menor aderência e podem até girar em falso; este problema é mais notável em caminhonetes de tração traseira, já que não há qualquer peso na traseira pressionando as rodas de trás para baixo. Carros com disposição RR sofrem menos com isso, já que o peso do motor dá mais aderência as rodas de trás. Para corrigir este problema, coloca-se sacos de areia no porta-malas, a fim de aumentar o peso sobre o eixo traseiro. No entanto, a velocidade deve ser limitada para que se não perda a aderência disponível da estrada. Para este tipo de situação, carros com tração nas quatro rodas são os ideais;
- O espaço interno é um problema encontrado nos carros de tração traseira. Embora cada projeto varie muito, todos os veículos de tração traseira sofrem de pelo menos um destes problemas quanto ao espaço interno: Menos espaço para as pernas, já que o túnel de transmissão rouba espaço, tanto dos passageiros da frente quando o central traseiro (por causa do túnel necessário para acomodar o eixo cardã), ou, em alguns casos, menos espaço no porta-malas, por causa do diferencial traseiro e outros componentes. Projetos de motor traseiro (como o Volkswagen Fusca e o Porsche 911) perdem espaço pela quantidade de hardware e componentes essenciais que devem ser colocados na frente (como a coluna de direção e acessórios do painel de instrumentos);
  - Um veículo com tração traseira e sistema 4x4 terá obrigatoriamente um interior menos espaçoso que um veículo com tração dianteira e sistema 4x4, uma vez que o componente 4x4 para o de tração traseira rouba espaço da cabine, e o de tração dianteira fica armazenado na frente, sob o capô;[5]
- Os componentes que envolvem o projeto da tração traseira são menos complexos, porém, são mais numerosos e maiores. O eixo cardã aumenta o peso, assim como a folha de metal adicional necessária para revestir o túnel da transmissão. Há um eixo traseiro e dianteiro, em comparação ao sistema de eixo dianteiro e semi-eixo traseiro mais leve da tração dianteira. Um carro de tração traseira é mais pesado que um equivalente de tração dianteira (mas é mais leve que um de tração integral);
- Apesar da manutenção mais barata, o preço de compra inicial de veículos modernos com tração traseira são, na maior parte das vezes, maior que os veículos com tração dianteira comparáveis. O aumento do preço pode ser explicado pelo material adicionado e  pelo trabalho de montagem, já que não é uma disposição compacta;
- Há uma menor eficiência da energia cinética comparado com a tração dianteira. Mesmo dependendo fortemente do modelo, a tração dianteira, por conter componentes menores e mais compactos, levará vantagem em comparação com a tração traseira, que perderá mais energia com o atrito das peças adicionais. Isso não se aplica para carros com motor central ou traseiro;
- Em veículos com motor dianteiro, o longo eixo cardã acrescenta elasticidade a parte mecânica, principalmente para veículos longos, como limusines.